# Чехов Микола Павлович
Микола Павлович Чехов (6 (18) травня 1858, Таганрог — 17 (29) червня 1889, с. Лука Сумського повіту Харківської губернії) — російський художник, рідний брат Антона Павловича Чехова.

## Біографія

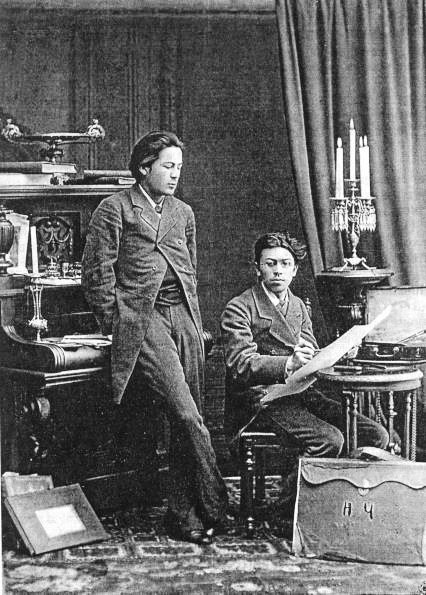

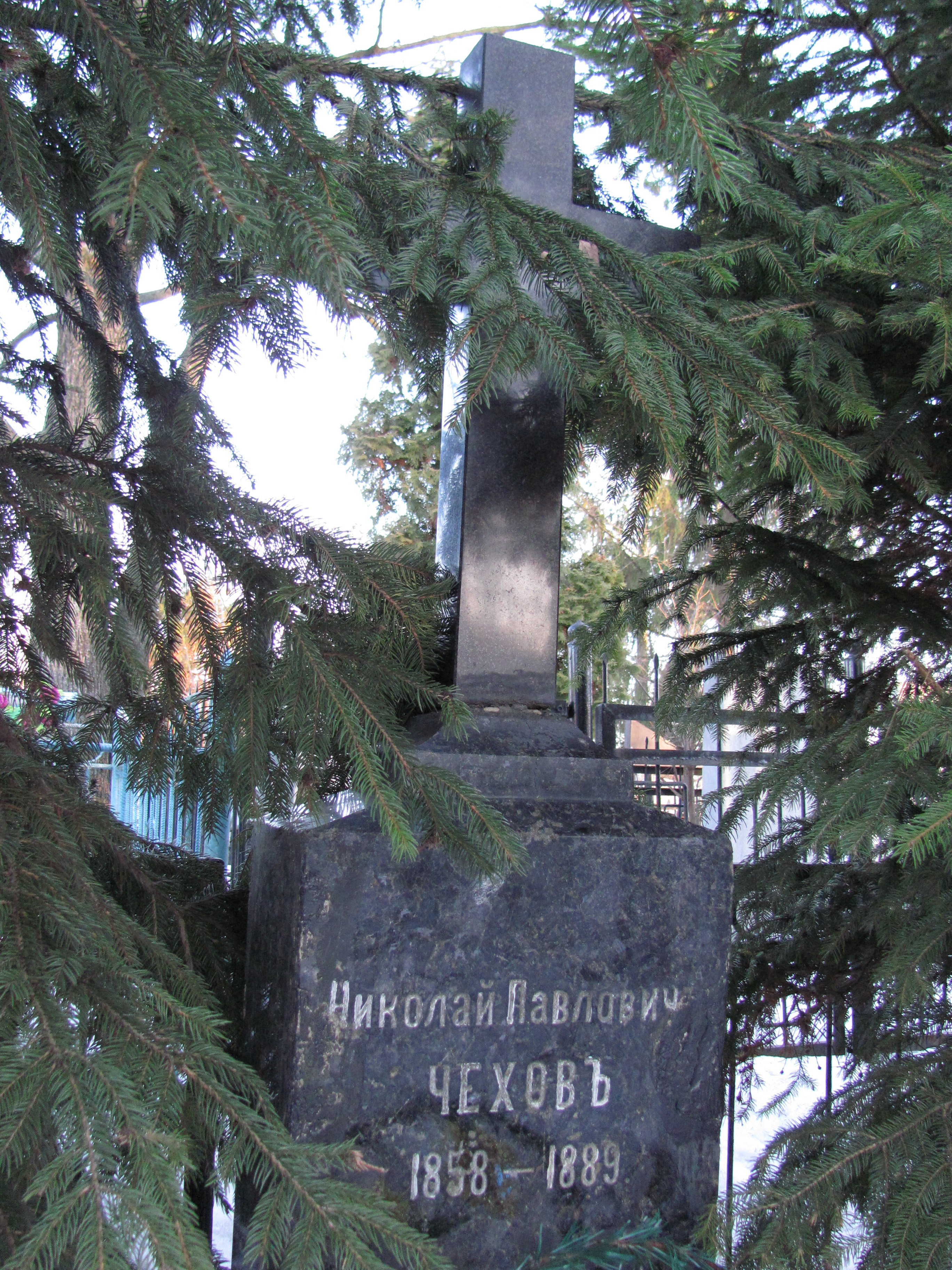
Могила Миколи Чехова

Народився 6 (18) травня 1858 року в Таганрозі. Батько — Павло Єгорович Чехов, мати — Євгенія Яківна Чехова (Морозова). Навчався в Московському училищі живопису, скульптури та зодчества. Натурним класом в училищі в ті роки завідував В. Г. Перов. Співпрацював з газетою «Московский листок», журналами «Зритель», «Сверчок», «Свет и тени», «Москва», «Осколки» (зокрема ілюстрував деякі оповідання брата й був автором карикатур з його підписами; на відміну від братів Антона й Олександра підписувався в гумористичній пресі справжнім прізвищем). Брав участь у розписі стін московського храму Христа Спасителя. Навчався та товаришував з художниками І. Левітаном, К. Коровіним, Ф. Шехтелєм. Перебував у цивільному шлюбі з А. А. Іпат'євою-Гольден.
У 1883 році став одним із засновників Російського гімнастичного товариства.
Антон Чехов неодноразово критикував спосіб життя брата та його відношення до свого таланту: «Гибнет хороший, сильный русский талант, гибнет ни за грош».
Микола Чехов помер від туберкульзу в маєтку Лука Харківської губернії у друзів Чехових — Лінтварьових, там і похований.

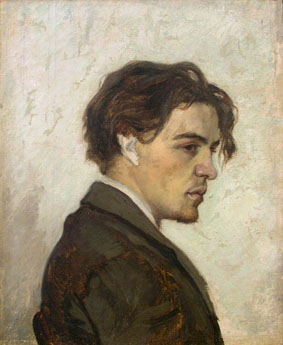
Портрет Антона Чехова
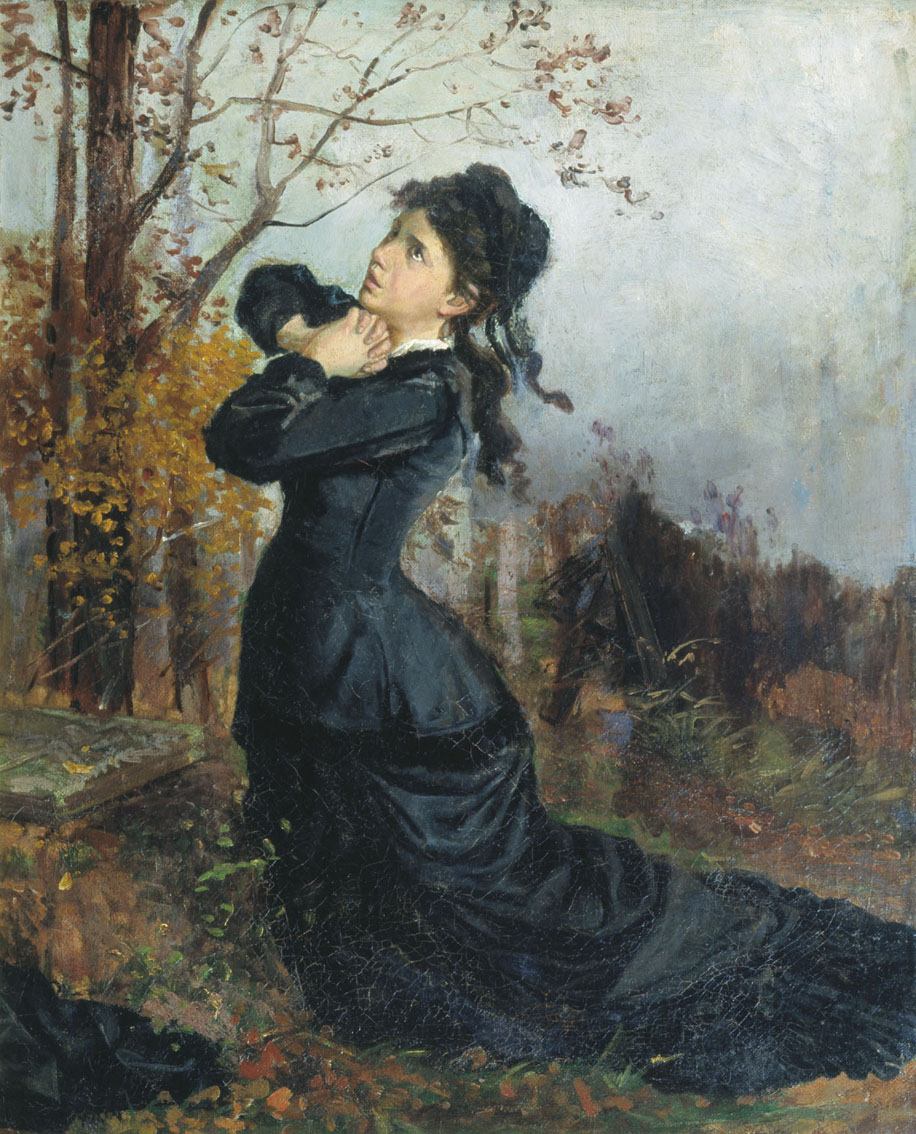
Молода вдова над могилою чоловіка
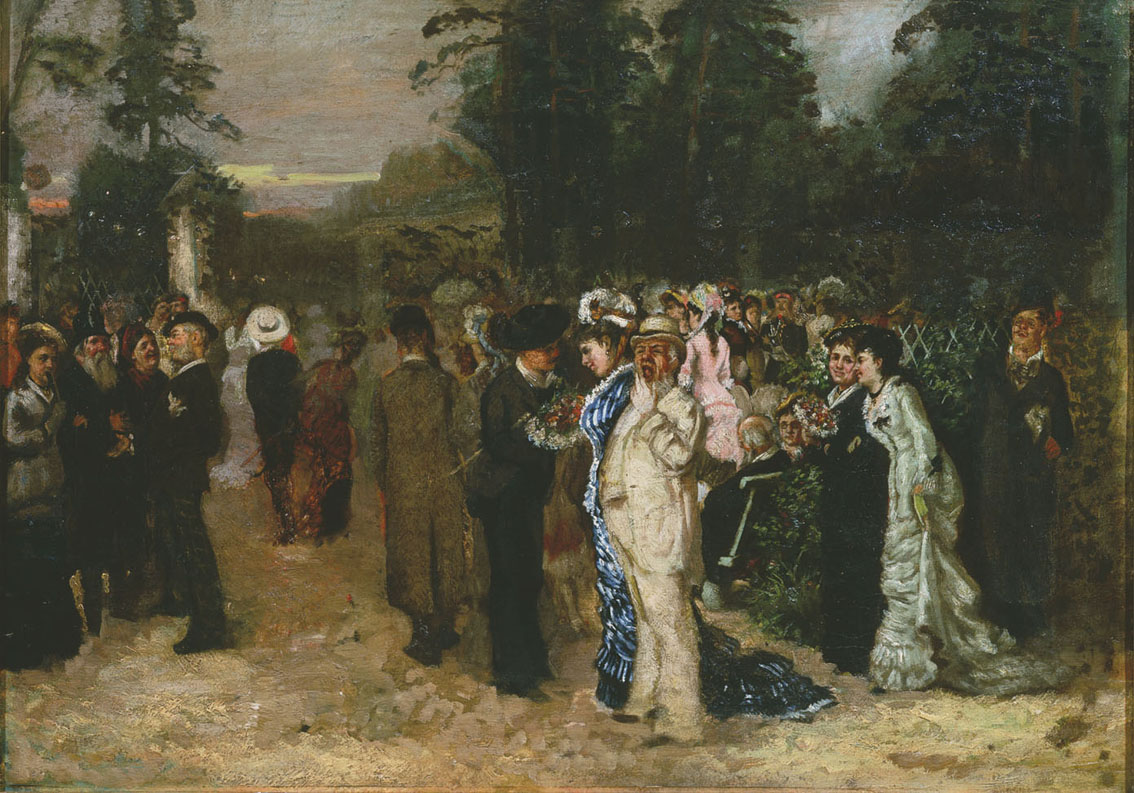

## Роботи художника знаходяться в збірках
- Таганрозький художній музей, Таганрог;
- Таганрозький державний літературний та архітектурний музей-заказник, Таганрог;
- Державний літературний музей, Москва;
- Державний літературно-меморіальний музей-заказник А. П. Чехова, Меліхово;
- Будинок-музей А. П. Чехова, Ялта;
- Російська державна бібліотека, Москва.

## Пам'ять
Могила Миколи Павловича знаходиться на Лучанському цвинтарі, розташованому на Луці (район міста Суми, Україна).